# Interstate 275 (Ohio-Indiana-Kentucky)
Pour les articles homonymes, voir Interstate 275.
L'Interstate 275 (I-275) est une autoroute de 83,71 miles (134,72 km) en Ohio, en Indiana et au Kentucky qui forme une boucle autour de la région métropolitaine de Cincinnati avec un court passage en Indiana, état dans lequel l'autoroute principale (I-75) ne se rend pas. Jusqu'en 2018, il s'agissait de la seule autoroute auxiliaire qui entrait dans trois états. Il s'agit de la plus longue autoroute inter-États formant une route de ceinture aux États-Unis.
L'I-275 est aussi connue comme la Cincinnati Bypass et officiellement comme la Donald H. Rolf Circle Freeway en Ohio, d'après un sénateur d'État.

## Description du tracé

### I-71 / I-75 jusqu'en Indiana
L'I-275 se dirige vers l'ouest en direction de l'Indiana, passant par l'Aéroport international de Cincinnati. L'autoroute traverse ensuite la rivière Ohio pour entrer en Indiana.

### Indiana
En Indiana, l'I-275 passe par une zone rurale et ne compte qu'un seul échangeur avec la US 50. Elle se dirige alors vers le nord-est en direction de la frontière avec l'Ohio.

### Ohio
L'I-275 se dirige vers Springdale et forme un multiplex avec l'I-74 / US 52. Lorsque le multiplex se termine, I-275 rencontre la SR 126 (Ronald Reagan Cross County Highway). Ensuite, l'I-275 a un échangeur avec la US 27 puis la US 127. L'autoroute se dirige alors vers l'est et rencontre quelques routes d'État en plus de l'I-75 suivie par la US 42. Après cet échangeur, l'I-275 bifurque vers le sud-est et rencontre l'I-71 et ensuite la US 22 / SR 3. L'autoroute traverse alors quelques régions plus rurales à l'est de Cincinnati et se dirige vers le sud. Elle bifurque ensuite vers l'ouest pour entrer dans le Kentucky après avoir traversé la rivière Ohio à nouveau.

### Ohio jusqu'à l'I-71 / I-75
Depuis l'Ohio, l'I-275 va vers le sud-ouest à travers Highland Heights. Elle rencontre l'I-471 près de Highland Heights. L'I-275 se dirige ensuite vers Crestview Hills, et y croise la US 25 / US 42 / US 127. L'autoroute se dirige ensuite vers le nord-est pour atteindre à nouveau l'I-71 / I-75 et compléter sa boucle.

## Liste des sorties
| Interstate 275                            |                                                             |       |        |                                                                      |                                                                                      |                                                                                   |
| Comté                                     | Municipalité                                                | mi    | km     | Sortie                                                               | Intersections / Destinations                                                         | Notes                                                                             |
| Kenton, KY                                | Erlanger                                                    | 83,78 | 134,83 | 84                                                                   | I-71 / I-75 – Louisville, Lexington, Cincinnati                                      | Sortie 185 de l'I-71 / I-75                                                       |
| Kenton, KY                                | Erlanger                                                    | 0,00  | 0,00   | 84                                                                   | I-71 / I-75 – Louisville, Lexington, Cincinnati                                      | Sortie 185 de l'I-71 / I-75                                                       |
| Boone, KY                                 |                                                             | 2,03  | 3,26   | 2                                                                    | Mineola Pike                                                                         |                                                                                   |
| Boone, KY                                 |                                                             | 3,97  | 6,39   | 4                                                                    | KY 212 (en) vers KY 20 (en) – Aéroport international de Cincinnati-Northern Kentucky | Indiqué sortie 4A (est) et 4B (ouest) en direction ouest                          |
| Boone, KY                                 | Hebron                                                      | 7,03  | 11,31  | 6                                                                    | KY 237 (en) (North Bendo Road) – Hebron                                              | Indiqué sortie 6A (nord) et 6B (sud) en direction ouest                           |
| Boone, KY                                 | Hebron                                                      |       |        | 8                                                                    | Graves Road                                                                          |                                                                                   |
| Boone, KY                                 | Idlewild                                                    | 11,43 | 18,39  | 11                                                                   | KY 3608 (en) vers KY 20 (en) – Petersburg                                            | I-275 ouest devient I-275 nord; I-275 sud devient I-275 est                       |
| Rivière Ohio                              | Rivière Ohio                                                | 13,86 | 22,30  | Carroll Lee Cropper Brisge; Frontière entre le Kentucky et l'Indiana | Carroll Lee Cropper Brisge; Frontière entre le Kentucky et l'Indiana                 | Carroll Lee Cropper Brisge; Frontière entre le Kentucky et l'Indiana              |
| Dearborn, IN                              | Lawrenceburg Township                                       | 15,13 | 24,35  | 16                                                                   | SR 1 (en) nord vers US 50 – Lawrenceburg, Greendale, Aurora, Brookville              |                                                                                   |
|                                           |                                                             | 17,02 | 27,39  | Frontière entre l'Indiana et l'Ohio                                  | Frontière entre l'Indiana et l'Ohio                                                  | Frontière entre l'Indiana et l'Ohio                                               |
| Hamilton, OH                              | Whitewater Township                                         | 20,99 | 33,78  | 21                                                                   | Kilby Road – Harrison                                                                |                                                                                   |
| Hamilton, OH                              | Whitewater Township                                         | 24,24 | 39,01  | 25                                                                   | I-74 ouest / US 52 ouest – Indianapolis                                              | Terminus sud du multiplex avec I-74 / US 52; sortie 5 de l'I-74                   |
| Hamilton, OH                              | Whitewater Township                                         | 27,02 | 43,48  | 27                                                                   | SR 128 (en) (Hamilton-Cleves Road) – Hamilton, Cleves                                | I-275 nord devient I-275 est; I-275 ouest devient I-275 sud                       |
| Hamilton, OH                              | Colerain Township                                           | 27,82 | 44,77  | 28                                                                   | I-74 est / US 52 est – Cincinnati                                                    | Terminus nord du multiplex avec I-74 / US 52; sortie 9 de l'I-74                  |
| Hamilton, OH                              | Colerain Township                                           | 30,47 | 49,04  | 31                                                                   | Ronald Reagan Cross County Highway east / Blue Rock Road                             |                                                                                   |
| Hamilton, OH                              | Colerain Township                                           | 33,04 | 53,17  | 33                                                                   | US 27 / SR 126 (en) (Colerain Avenue) – Oxford                                       |                                                                                   |
| Hamilton, OH                              | Tripoint Colerain Township–Springfield Township–Forest Park | 36,40 | 58,58  | 36                                                                   | US 127 (Hamilton Avenue) – Forest Park, Fairfield                                    |                                                                                   |
| Hamilton, OH                              | Forest Park                                                 | 38,25 | 61,56  | 39                                                                   | Winton Road – Fairfield, Greenhills                                                  |                                                                                   |
| Hamilton, OH                              | Springdale                                                  | 40,40 | 65,02  | 41                                                                   | SR 4 (en) (Dixie Highway) – Springdale, Fairfield, Hamilton                          |                                                                                   |
| Hamilton, OH                              | Springdale                                                  | 41,40 | 66,63  | 42                                                                   | SR 747 (en) (Princeton Pike) – Springdale, Glendale                                  | Indiqué sortie 42A (sud) et 42B (nord) en direction ouest                         |
| Hamilton, OH                              | Sharonville                                                 | 42,74 | 68,78  | 43                                                                   | I-75 (Mill Creek Expressway) – Dayton, Cincinnati                                    | Indiqué sortie 43A (sud) et 43B (nord); sortie 16 de l'I-75                       |
| Hamilton, OH                              | Sharonville                                                 | 43,47 | 69,96  | 44                                                                   | Mosteller Road – Sharonville                                                         |                                                                                   |
| Hamilton, OH                              | Sharonville                                                 | 45,36 | 73,00  | 46                                                                   | US 42 (Lebanon Road) – Sharonville, West Chester, Mason                              |                                                                                   |
| Hamilton, OH                              | Sharonville                                                 | 46,81 | 75,33  | 47                                                                   | Reed Hartman Highway – Sharonville, Blue Ash                                         |                                                                                   |
| Hamilton, OH                              | Montgomery                                                  | 48,24 | 77,63  | 49                                                                   | I-71 – Columbus, Cincinnati                                                          | Indiqué sortie 49A (sud) et 49B (nord) en direction ouest; sortie 17A-B de l'I-71 |
| Hamilton, OH                              | Limite Sycamore Township–Montgomery                         | 49,22 | 79,21  | 50                                                                   | US 22 / SR 3 (en) (Montgomery Road) – Montgomery, Morrow                             |                                                                                   |
| Hamilton, OH                              | Symmes Township                                             | 51,86 | 83,46  | 52                                                                   | Loveland-Madeira Road – Loveland, Indian Hill, Madeira                               |                                                                                   |
| Clermont, OH                              | Miami Township                                              | 54,30 | 87,39  | 54                                                                   | Wards Corner Road                                                                    | I-275 est devient I-275 sud; I-275 nord devient I-275 ouest                       |
| Clermont, OH                              | Miami Township                                              | 57,31 | 92,23  | 57                                                                   | SR 28 (en) – Milford, Blanchester                                                    |                                                                                   |
| Clermont, OH                              | Union Township                                              | 59,20 | 95,27  | 59                                                                   | SR 450 (en) (Milford Parkway) vers US 50 – Milford, Hillsboro                        | Indiqué sortie 59A (ouest) et 59B (est)                                           |
| Clermont, OH                              | Union Township                                              | 63,42 | 102,06 | 63                                                                   | SR 32 (en) – Newton, Batavia                                                         |                                                                                   |
| Clermont, OH                              | Union Township                                              | 65,91 | 106,07 | 65                                                                   | SR 125 (en) (Ohio Pike) – Amelia                                                     | I-275 sud devient I-275 ouest; I-275 est devient I-275 nord                       |
| Hamilton, OH                              | Anderson Township                                           | 68,83 | 110,77 | 69                                                                   | Five Mile Road                                                                       |                                                                                   |
| Hamilton, OH                              | Anderson Township                                           | 70,95 | 114,18 | 71                                                                   | US 52 est (Kellogg Avenue) – New Richmond                                            | Terminus est du multiplex avec US 52                                              |
| Hamilton, OH                              | Cincinnati                                                  | 72,64 | 116,90 | 72                                                                   | US 52 est (Kellogg Avenue) – Cincinnati                                              | Terminus ouest du multiplex avec US 52                                            |
| Rivière Ohio                              | Rivière Ohio                                                | 73,06 | 117,58 | Combs–Hehl Bridge; frontière entre l'Ohio et le Kentucky             | Combs–Hehl Bridge; frontière entre l'Ohio et le Kentucky                             | Combs–Hehl Bridge; frontière entre l'Ohio et le Kentucky                          |
| Campbell, KY                              | Highland Heights                                            | 74,86 | 120,47 | 74                                                                   | I-471 nord / KY 471 (en) sud vers US 27 – Cincinnati, Alexandria, Highland Heights   | Indiqué sortie 74A (sud) et 74B (nord); sortie 1A-B de l'I-471                    |
| Campbell, KY                              | Limite Highland Heights–Wilder                              | 75,45 | 121,43 | 76                                                                   | Three Mile Road – Wilder, Université du Nord du Kentucky                             | Sortie direction est, entrée direction ouest                                      |
| Campbell, KY                              | Wilder                                                      | 77,10 | 124,08 | 77                                                                   | KY 9 (AA Highway) (en) – Wilder, Maysville, Alexandria                               |                                                                                   |
| Kenton, KY                                | Taylor Mill                                                 | 78,78 | 126,78 | 79                                                                   | KY 16 (en) (Taylor Mill Road) – Covington, Taylor Mill                               |                                                                                   |
| Kenton, KY                                | Fort Wright                                                 | 79,97 | 128,70 | 80                                                                   | KY 17 (en) (Madison Pike) – Covington, Independence                                  |                                                                                   |
| Kenton, KY                                | Crestview Hills                                             | 82,03 | 132,01 | 82                                                                   | KY 1303 (en) (Turkeyfoot Road) – Lakeside Park, Crestview Hills                      |                                                                                   |
| Kenton, KY                                | Crestview Hills                                             | 82,50 | 132,78 | 83                                                                   | US 25 / US 42 / US 127 (Dixie Highway) – Erlanger, Florence                          |                                                                                   |
| Kenton, KY                                | Erlanger                                                    | 83,78 | 134,83 | 84                                                                   | I-71 / I-75 – Louisville, Lexington, Cincinnati                                      |                                                                                   |
| Kenton, KY                                | Erlanger                                                    | 0,00  | 0,00   | 84                                                                   | I-71 / I-75 – Louisville, Lexington, Cincinnati                                      |                                                                                   |
| - Terminus de multiplex - Accès incomplet |                                                             |       |        |                                                                      |                                                                                      |                                                                                   |